# Grainerpfanne
Die Grainerpfanne ist eine besondere Bauart der Salzsiedepfanne. Als Wärmeträger wird Niederdruckdampf mit 2–8 bar verwendet, der in Rohren direkt durch die Sole geführt wird und diese dadurch erhitzt. Grainerpfannen sind in der Regel im Boden eingelassen und bestehen meistens aus Beton oder Stahl. Das Dampfkondensat wird in einem Kreislaufprozess den Dampfkesseln wieder zugeführt. Grainerpfannen können sowohl in der Kali- als auch Siedesalzgewinnung eingesetzt werden.
Die Grainerpfanne ist nach dem grainer evaporation process benannt, der um 1860 in den USA eingeführt wurde.